# Jugoskandik
Jugoskandik byla první soukromá banka v Srbsku. Založena byla roku 1987 původně jako spořící družstvo, a to emigrantem Jezdimirem Vasiljevićem. Po rozpadu Jugoslávie se stal Jugoskandik bankou, nicméně jeho působnost byla v rozporu s tehdejšími srbskými zákony. V 90. letech sliboval zakladatel Jugoskandiku Vasiljević klientům ohromné zisky, nicméně namísto toho byly peníze distribuovány především na mnohé nelegální aktivity, a také na vedení války v Bosně a Hercegovině. Státní televize poskytla reklamu na finanční produkty Jugoskandiku, které slibovaly 10% zhodnocení vkladů v krátkodobém časovém horizontu.
Sama banka byla organizována podle pyramidového schématu, zkrachovala v březnu 1993 a její ředitel uprchl do zahraničí, nejprve do Izraele a poté do Kolumbie. V Jugoskandiku bylo takto ztraceno na 100 milionů DM úspor obyvatel Republiky Srbsko.
Vasiljević byl v roce 2013 odsouzen za několikamilionovou škodu.